# Severo-Bajkal'skij rajon
Il Severo-Bajkal'skij rajon (in russo Северо-Байкальский район?) è un municipal'nyj rajon della Repubblica autonoma di Buriazia, nella Siberia. Istituito il 10 settembre 1925, occupa una superficie di 53.990 chilometri quadrati, ospita una popolazione di circa 15.000 abitanti ed ha come capoluogo Nižneangarsk.